# Andrea Raimondi
Andrea Raimondi (Padova, 26 giugno 1990) è un calciatore italiano, attaccante del Galliera.

## Carriera

### Club
Inizia a muovere i prima passi quando aveva appena cinque anni nella Gregorense. Verso i dieci anni il Padova e il Cittadella lo hanno notato ed hanno cominciato a richiederlo. Dopo varie indecisioni, la famiglia scelse il Padova.
Debutta tra i professionisti il 30 novembre 2008 in Padova-Pergocrema (0-0). Nel mercato invernale viene mandato in prestito alla Sangiovannese in Seconda Divisione; qui gioca anche la stagione successiva. Qui segna il suo primo gol da professionista il 17 maggio 2009 in Atletico Roma-Sangiovannese (0-1).
Nell'estate 2010 passa in prestito alla Juve Stabia dove gioca due stagioni, ottenendo nella stagione 2010-2011 la promozione in Serie B.
Tornato a Padova viene aggregato alla prima squadra. Debutta il 5 ottobre 2012 nel derby contro l'Hellas Verona andando anche a segno, siglando così la vittoria per (2-1) a favore dei biancoscudati.
Il 13 novembre 2013 con l'arrivo dell'attaccante Tommaso Rocchi, il contratto che lo legava al Padova fino al termine della stagione 2013-2014 viene rescisso per far posto all'attaccante ex Lazio. Successivamente il Padova annuncia che a gennaio 2014 con la riapertura del calciomercato la società avrebbe offerto al giocatore un nuovo contratto, con conseguente prolungamento fino al 30 giugno 2015. Tuttavia il 10 gennaio 2014 il Trapani annuncia l'accordo a parametro zero con il giocatore che indossa la maglia numero 10. Debutta con il Trapani l'8 marzo nella sfida contro il Siena persa 2-0.
Il 17 agosto viene convocato per la partita di Coppa Italia Trapani-Cremonese 1-2, mentre il 30 agosto viene convocato per la partita di campionato Pescara-Trapani 0-0. Il 1º settembre passa a titolo definitivo fino al 30 giugno 2016 all'Unione Venezia in Lega Pro.
Il 4 agosto 2015 passa a titolo definitivo al Cosenza, con cui totalizza 18 presenze nel girone d'andata.
A febbraio 2016 passa a titolo definitivo al Benevento, ma nel mese di marzo subisce una lesione al legamento crociato anteriore che lo costringe a saltare il resto della stagione.
Il 31 agosto 2016 si svincola dal Benevento.
Scende poi in serie D militando per il Campodarsego e la Luparense, formazioni padovane, per il Delta Rovigo e la Dolomiti bellunesi. Nella stagione 22/23 milita prima nel Montebelluna e poi da Gennaio 2023 nel PontDonnaz Hône Arnad Evançon.

### Nazionale
Tra le nazionali giovanili ha giocato con l'Under-16 (13 presenze su 4 convocazioni), l'Under-17 (5 presenze e 1 gol su 6 convocazioni) e la B (2 presenze su 2 convocazioni).

## Statistiche

### Presenze e reti nei club
Statistiche aggiornate al 30 giugno 2016.
| Stagione             | Squadra              | Campionato           | Campionato | Campionato | Coppe nazionali | Coppe nazionali | Coppe nazionali | Coppe continentali | Coppe continentali | Coppe continentali | Altre coppe | Altre coppe | Altre coppe | Totale | Totale |
| Stagione             | Squadra              | Comp                 | Pres       | Reti       | Comp            | Pres            | Reti            | Comp               | Pres               | Reti               | Comp        | Pres        | Reti        | Pres   | Reti   |
| -------------------- | -------------------- | -------------------- | ---------- | ---------- | --------------- | --------------- | --------------- | ------------------ | ------------------ | ------------------ | ----------- | ----------- | ----------- | ------ | ------ |
| 2008-gen. 2009       | Padova               | PD                   | 3          | 0          | CI+CI-LP        | 1+0             | 0+0             |                    |                    |                    |             |             |             | 4      | 0      |
| gen.-giu. 2009       | Sangiovannese        | SD                   | 11         | 1          | CI-LP           | -               | -               |                    |                    |                    |             |             |             | 11     | 1      |
| 2009-2010            | Sangiovannese        | SD                   | 31+2       | 6+1        | CI-LP           | 0               | 0               |                    |                    |                    |             |             |             | 33     | 7      |
| Totale Sangiovannese | Totale Sangiovannese | Totale Sangiovannese | 42+2       | 7+1        |                 | 0               | 0               |                    |                    |                    |             |             |             | 44     | 8      |
| 2010-2011            | Juve Stabia          | PD                   | 26+4       | 2          | CI+CI-LP        | 0+0             | 0+0             |                    |                    |                    |             |             |             | 30     | 2      |
| 2011-2012            | Juve Stabia          | B                    | 26         | 1          | CI              | 1               | 0               |                    |                    |                    |             |             |             | 27     | 1      |
| Totale Juve Stabia   | Totale Juve Stabia   | Totale Juve Stabia   | 52+4       | 3          |                 | 1               | 0               |                    |                    |                    |             |             |             | 59     | 3      |
| 2012-2013            | Padova               | B                    | 24         | 4          | CI              | 0               | 0               |                    |                    |                    |             |             |             | 24     | 4      |
| ago.-nov. 2013       | Padova               | B                    | 1          | 0          | CI              | 1               | 0               |                    |                    |                    |             |             |             | 2      | 0      |
| Totale Padova        | Totale Padova        | Totale Padova        | 28         | 4          |                 | 2               | 0               |                    | -                  | -                  |             | -           | -           | 30     | 4      |
| gen.-giu. 2014       | Trapani              | B                    | 3          | 0          | CI              | -               | -               |                    |                    |                    |             |             |             | 3      | 0      |
| 2014-2015            | Unione Venezia       | LP                   | 30         | 8          | CI+CI-LP        | 0               | 0               |                    |                    |                    |             |             |             | 30     | 8      |
| 2015-feb. 2016       | Cosenza              | LP                   | 18         | 0          | CI+CI-LP        | 1+0             | 0+0             |                    |                    |                    |             |             |             | 19     | 0      |
| feb.-giu. 2016       | Benevento            | LP                   | 3          | 0          | CI+CI-LP        | 0+0             | 0+0             |                    |                    |                    |             |             |             | 3      | 0      |
| Totale carriera      | Totale carriera      | Totale carriera      | 183        | 23         |                 | 4               | 0               |                    | -                  | -                  |             | -           | -           | 187    | 23     |

## Palmarès

### Club

#### Competizioni nazionali
- Coppa Italia Lega Pro: 1

Juve Stabia: 2010-2011
- Lega Pro: 1

Benevento: 2015-2016 (Girone C)